# Ashleigh Buhai
Pour les articles homonymes, voir Simon.
Ashleigh Ann Buhai, née Simon le 11 mai 1989 à Johannesburg, est une golfeuse sud-africaine professionnelle depuis 2007.
Simon débute sur le Ladies European Tour, où elle gagne trois tournois entre 2007 et 2018. Fin 2016, elle change de nom de famille après avoir épousé David Buhai. Elle joue également sur le LPGA Tour, dont elle finit 24e en 2020. En 2022, elle remporte son premier majeur, l'Open britannique féminin.

## Victoires professionnelles (7)

### LPGA Tour (2)
- 2022 : Open britannique féminin (cosanctionné par le Ladies European Tour)
- 2023 : ShopRite LPGA Classic

### Ladies European Tour (4)
- 2007 : Masters de Catalogne dames
- 2008 : Open du Portugal féminin
- 2018 : Open d'Afrique du Sud féminin
- 2022 : Open britannique féminin (cosanctionné par le LPGA Tour)

### Autres victoires (2)
- 2004 : Open d'Afrique du Sud féminin
- 2007 : Open d'Afrique du Sud féminin